# Hôn nhân cùng giới ở Đài Loan
Hôn nhân cùng giới ở Đài Loan trở thành hợp pháp vào ngày 24 tháng 5 năm 2019. Điều này khiến Đài Loan trở thành quốc gia đầu tiên ở châu Á thực hiện hợp pháp hóa hôn nhân cùng giới.
Vào ngày 24 tháng 5 năm 2017, Tòa án Hiến pháp đã ra phán quyết rằng luật hôn nhân là vi hiến và quyền bình đẳng và tự do trong hiến pháp bảo đảm cho các cặp đồng tính có quyền kết hôn theo Hiến pháp Trung Hoa Dân Quốc. Phán quyết (Bản giải thích của Bộ Tư pháp số 748) đã cho Lập pháp viện hai năm để luật pháp tuân thủ, sau đó việc đăng ký hôn nhân như vậy sẽ tự động có hiệu lực. Sau phán quyết, tiến độ thực hiện luật hôn nhân cùng giới rất chậm do vấp phải sự phản đối mạnh mẽ từ các nhóm bảo thủ và sự bất lực của chính phủ. Vào tháng 11 năm 2018, cử tri Đài Loan đã thông qua các cuộc trưng cầu dân ý để ngăn cản việc công nhận hôn nhân cùng giới trong Bộ luật Dân sự và hạn chế việc giảng dạy các vấn đề LGBT trong giáo dục giới tính. Chính phủ đã trả lời bằng cách xác nhận rằng phán quyết của tòa án sẽ được thực hiện và các cuộc trưng cầu dân ý không thể ủng hộ các luật trái với Hiến pháp.
Vào ngày 20 tháng 2 năm 2019, một dự luật có tên Đạo luật Thực thi Giải thích của J.Y. số 748 đã được phát hành. Dự thảo luật này sẽ trao cho các cặp kết hôn cùng giới hầu như tất cả các quyền dành cho các cặp kết hôn dị tính theo Bộ luật Dân sự, ngoại trừ việc nó chỉ cho phép nhận con nuôi có liên quan đến di truyền của một trong hai người. Hành chính viện đã thông qua nó vào ngày hôm sau, gửi nó cho Lập pháp viện để xem xét nhanh chóng. Dự luật đã được thông qua vào ngày 17 tháng 5, do Tổng thống Thái Anh Văn ký vào ngày 22 tháng 5 và có hiệu lực vào ngày 24 tháng 5 năm 2019 (ngày cuối cùng có thể theo phán quyết của tòa án).

## Đăng ký của các cặp cùng giới ở các thành phố và quận
Kể từ ngày 3 tháng 7 năm 2017, các cặp cùng giới thể đăng ký hợp pháp các mối quan hệ của họ, thông qua đăng ký hợp tác đặc biệt (tiếng Trung: 同性伴侶註記), tại 18 thành phố và quận của Đài Loan chiếm 94% dân số cả nước. Tuy nhiên, các quyền có được trong các quan hệ đối tác này rất hạn chế; có tới 498 quyền độc quyền liên quan đến hôn nhân bao gồm quyền tài sản, phúc lợi xã hội và chăm sóc y tế.
Vào ngày 20 tháng 5 năm 2015, thành phố trực thuộc trung ương của Cao Hùng đã công bố kế hoạch cho phép các cặp cùng giới đánh dấu đối tác của họ trong các tài liệu dân sự cho mục đích tham khảo, mặc dù điều này sẽ không được áp dụng đến lĩnh vực chăm sóc sức khỏe; Tổ chức bảo vệ quyền LGBT của Đài Loan, một tổ chức phi chính phủ, đã chỉ trích kế hoạch này chỉ là một biện pháp để "tạo niềm vui" cho cộng đồng mà không có bất kỳ ảnh hưởng thực sự nào.
Vào tháng 6 năm 2015, Đài Bắc đã trở thành đô thị đặc biệt thứ hai tại Đài Loan để mở đăng ký cho các cặp cùng giới.
Vào tháng 7 năm 2015, Đài Trung tuyên bố sẽ gia nhập Đài Bắc và Cao Hùng để công nhận quan hệ bạn đời cùng giới. Điều này làm cho Đài Trung trở thành đô thị đặc biệt thứ ba để làm như vậy. Các cặp cùng giới bắt đầu đăng ký quan hệ đối tác vào ngày 1 tháng 10 năm 2015.
Vào tháng 10 năm 2015, các cặp cùng giới đã được đưa vào lễ cưới tập thể của Đào Viên mặc dù hôn nhân cùng giới không hợp pháp ở Đài Loan. Đây là lần đầu tiên các cặp đôi đồng tính có thể tham gia vào sự kiện hai năm một lần này. Đài Bắc theo sau một ngày sau đó. Vào ngày 28 tháng 10 năm 2015, Chính quyền thành phố Đài Trung đã thông báo rằng các cặp cùng giới sẽ được phép tham gia vào lễ cưới tập thể vào năm tới.
Vào tháng 12 năm 2015, chính quyền thành phố Đài Bắc và Cao Hùng đã công bố một thỏa thuận chia sẻ các cơ quan đăng ký hợp tác cùng giới của họ với nhau có hiệu lực từ ngày 1 tháng 1 năm 2016, cho phép các quan hệ đối tác được đăng ký tại một đô thị đặc biệt được công nhận ở thành phố khác. Điều này đánh dấu lần đầu tiên quan hệ bạn đời cùng giới được công nhận bên ngoài ranh giới đô thị đơn.
Các nhà hoạt động đã biểu tình vào ngày 18 tháng 12 năm 2015 trong Hội đồng thành phố Đài Nam để vận động cho một cơ quan đăng ký tương tự ở Đài Nam. Vào ngày 27 tháng 1 năm 2016, Thị trưởng Lại Thanh Đức tuyên bố rằng các cặp cùng giới sẽ được phép đăng ký chính thức quan hệ đối tác tại Đài Nam. Các cặp cùng giới đã có thể bắt đầu đăng ký vào ngày 1 tháng 2 năm 2016.
Vào ngày 27 tháng 1 năm 2016, Tân Bắc tuyên bố sẽ mở đăng ký cho các cặp cùng giới. Đăng ký bắt đầu vào ngày 1 tháng 2 năm 2016.
Vào ngày 23 tháng 2 năm 2016, Thị trưởng Đồ Tỉnh Triết đã thông báo rằng Thành phố Gia Nghĩa sẽ mở đăng ký cho các cặp cùng giới, có hiệu lực vào ngày 1 tháng 3 năm 2016. Thành phố Gia Nghĩa trở thành người đầu tiên trong số ba thành phố tỉnh của Đài Loan để nhận ra các cặp cùng giới. Tuy nhiên, có nhiều hạn chế hơn: cả hai đối tác phải là cư dân của thành phố và họ sẽ không thể liệt kê các mối quan hệ của họ trên giấy chứng nhận hộ gia đình.
Vào ngày 28 tháng 1 năm 2016, Thị trưởng của Đào Viên tuyên bố rằng đô thị đặc biệt của ông mở cửa cho khả năng đăng ký. Vào ngày 7 tháng 3 năm 2016, Tang Hui-chen, giám đốc Sở Nội vụ tại Chính quyền thành phố Đào Viên, cho biết dựa trên bình đẳng giới, quyền con người cơ bản và tôn trọng các mối quan hệ cùng giới, Chính phủ đã quyết định cho phép các cặp cùng giới đăng ký làm bạn tình cùng giới để bảo vệ quyền của họ. Việc đăng ký bắt đầu vào ngày 14 tháng 3 năm 2016, làm cho Đào Viên trở thành đô thị thứ sáu cũng như đặc biệt cuối cùng ở Đài Loan để chính thức công nhận các cặp cùng giới.
Vào ngày 18 tháng 3 năm 2016, Bộ Nội vụ tại Chính quyền huyện Chương Hóa tuyên bố rằng dựa trên sự tôn trọng và khoan dung đối với các cặp cùng giới, huyện Chương Hóa đã quyết định mở đăng ký cho các cặp cùng giới. Các cặp vợ chồng muốn đăng ký phải ít nhất hai mươi tuổi và một đối tác phải đến từ hạt. Cặp vợ chồng đầu tiên đăng ký vào ngày đăng ký có hiệu lực, vào ngày 1 tháng 4 năm 2016.
Kể từ ngày 1 tháng 4 năm 2016, các cặp cùng giới sống ở huyện Tân Trúc có thể đến bất kỳ văn phòng chính phủ nào để đăng ký mối quan hệ của họ. Quận Hsinchu cùng với quận Changhua trở thành cùng ngày hai người đầu tiên của mười ba quận của Đài Loan chính thức đăng ký các cặp cùng giới.
Vào ngày 19 tháng 5 năm 2016, Chính quyền huyện Nghi Lan đã quyết định cho phép các cặp cùng giới đăng ký với bất kỳ mười hai văn phòng đăng ký hộ gia đình nào trong quận, biến Huyện Nghi Lan thành quận thứ ba làm vậy. Đăng ký bắt đầu vào ngày hôm sau, vào ngày 20 tháng 5 năm 2016.
Vào ngày 20 tháng 10 năm 2016, năm ngày trước khi dự luật kết hôn cùng giới được giới thiệu trong Yuan Yuan, Chính phủ huyện Gia Nghĩa đã đăng ký cho các cặp cùng giới ở Gia Nghĩa, với lý do tôn trọng sự đa dạng và bình đẳng.
Vào ngày 26 tháng 5 năm 2017, Bộ Nội chính đã gửi thư cho tất cả các chính quyền địa phương chưa mở đăng ký cho các cặp cùng giới, yêu cầu họ làm như vậy. Đến ngày 6 tháng 6, Thành phố Tân Trúc, Huyện Kim Môn, Huyện Liên Hoa, Huyện Miêu Lật, Huyện Nam Đầu và Huyện Bình Đông đã thông báo ý định tuân thủ, với các dịch vụ đăng ký hộ gia đình sẽ mở vào cuối tháng đó hoặc đầu tháng 7. Thành phố Cơ Long đã theo dõi vào ngày 3 tháng 7 năm 2017. Ngoài ra, các khu vực công nhận đăng ký hợp tác cùng giới bắt đầu chấp nhận đơn đăng ký từ các khu vực khác vào ngày 3 tháng 7. Đến ngày 4 tháng 7, ba cặp đôi cùng giới đã đăng ký tại Keelung.
Huyện Hoa Liên, Huyện Bành Hồ, Huyện Đài Đông và Huyện Vân Lâm vẫn chưa mở đăng ký cho các cặp cùng giới.
Vào tháng 9 năm 2017, các nhà hoạt động đã biểu tình ở các quận Hoa Liên và Taitung vì đã mở dịch vụ đăng ký cho các cặp cùng giới.

### Tóm tắt thẩm quyền

Bản đồ các phân khu của Đài Loan đã mở đăng ký cho các cặp cùng giới trước 24.5.2019
Đăng ký mở cho các cặp cùng giới
Không đăng ký

Các khu vực pháp lý sau đây đã mở các chương trình đăng ký cho các cặp cùng giới:
| Tên                 | Trạng thái                      | Dân số                           | Ngày có hiệu lực     |
| ------------------- | ------------------------------- | -------------------------------- | -------------------- |
| Cao Hùng            | Thành phố trực thuộc trung ương | 2,778,729                        | 20 tháng 5 năm 2015  |
| Đài Bắc             | Thành phố đặc biệt              | 2,704,974                        | 17 tháng 6 năm 2015  |
| Đài Trung           | Thành phố đặc biệt              | 2,746,112                        | 1 tháng 10 năm 2015  |
| Đài Nam             | Thành phố đặc biệt              | 1,885,550                        | 1 tháng 2 năm 2016   |
| Tân Bắc             | Thành phố đặc biệt              | 3,971,250                        | 1 tháng 2 năm 2016   |
| Thành phố Gia Nghĩa | Tỉnh lỵ                         | 270,273                          | 1 tháng 3 năm 2016   |
| Đào Viên            | Thành phố đặc biệt              | 2,108,786                        | 14 tháng 3 năm 2016  |
| Huyện Chương Hóa    | Huyện                           | 1,289,295                        | 1 tháng 4 năm 2016   |
| Huyện Tân Trúc      | Huyện                           | 542,513                          | 1 tháng 4 năm 2016   |
| Huyện Nghi Lan      | Huyện                           | 458,037                          | 20 tháng 5 năm 2016  |
| Huyện Gia Nghĩa     | Huyện                           | 519,482                          | 20 tháng 10 năm 2016 |
| Huyện Nam Đầu       | Huyện                           | 514,315                          | 26 tháng 6 năm 2017  |
| Huyện Bình Đông     | Huyện                           | 839,001                          | 29 tháng 7 năm 2017  |
| Thành phố Tân Trúc  | Tỉnh thành                      | 434,674                          | 3 tháng 7 năm 2017   |
| Thành phố Cơ Long   | Tỉnh thành                      | 371,878                          | 3 tháng 7 năm 2017   |
| Huyện Kim Môn       | Huyện                           | 127,723                          | 3 tháng 7 năm 2017   |
| Huyện Liên Hoa      | Huyện                           | 12,506                           | 3 tháng 7 năm 2017   |
| Huyện Miêu Lật      | Huyện                           | 567,132                          | 3 tháng 7 năm 2017   |
| Tổng cộng           | —                               | 22,142,230 (94% dân số Đài Loan) | —                    |

### Số liệu thống kê
Tính đến tháng 4 năm 2016, hơn 500 cặp đôi cùng giới đã đăng ký quan hệ đối tác của họ ở trong nước.
Đến cuối tháng 7 năm 2016, đã có 118 cặp đôi đồng tính đã đăng ký tại Đào Viên. Trong đó, 93 là cặp đồng tính nữ và 25 người là cặp đồng tính nam.
272 cặp đôi đồng tính đã đăng ký hợp tác tại Đài Bắc vào cuối tháng 11 năm 2016. Theo Victoria Hsu, chủ tịch của Liên minh Đài Loan nhằm thúc đẩy quyền đối tác dân sự, gần 2.000 cặp cùng giới đã đăng ký trên toàn quốc vào tháng 12 năm 2016.
Theo thống kê được công bố bởi Bộ Nội vụ, có khoảng 2.150 cặp cùng giới đã đăng ký vào tháng 5 năm 2017. Quan hệ đối tác giữa phụ nữ nhiều hơn so với nam giới: 1.703 đến 439. Đến tháng 12 năm 2018, con số này đã tăng lên 3.951 cặp vợ chồng.

## Hôn nhân cùng giới

### Lịch sử

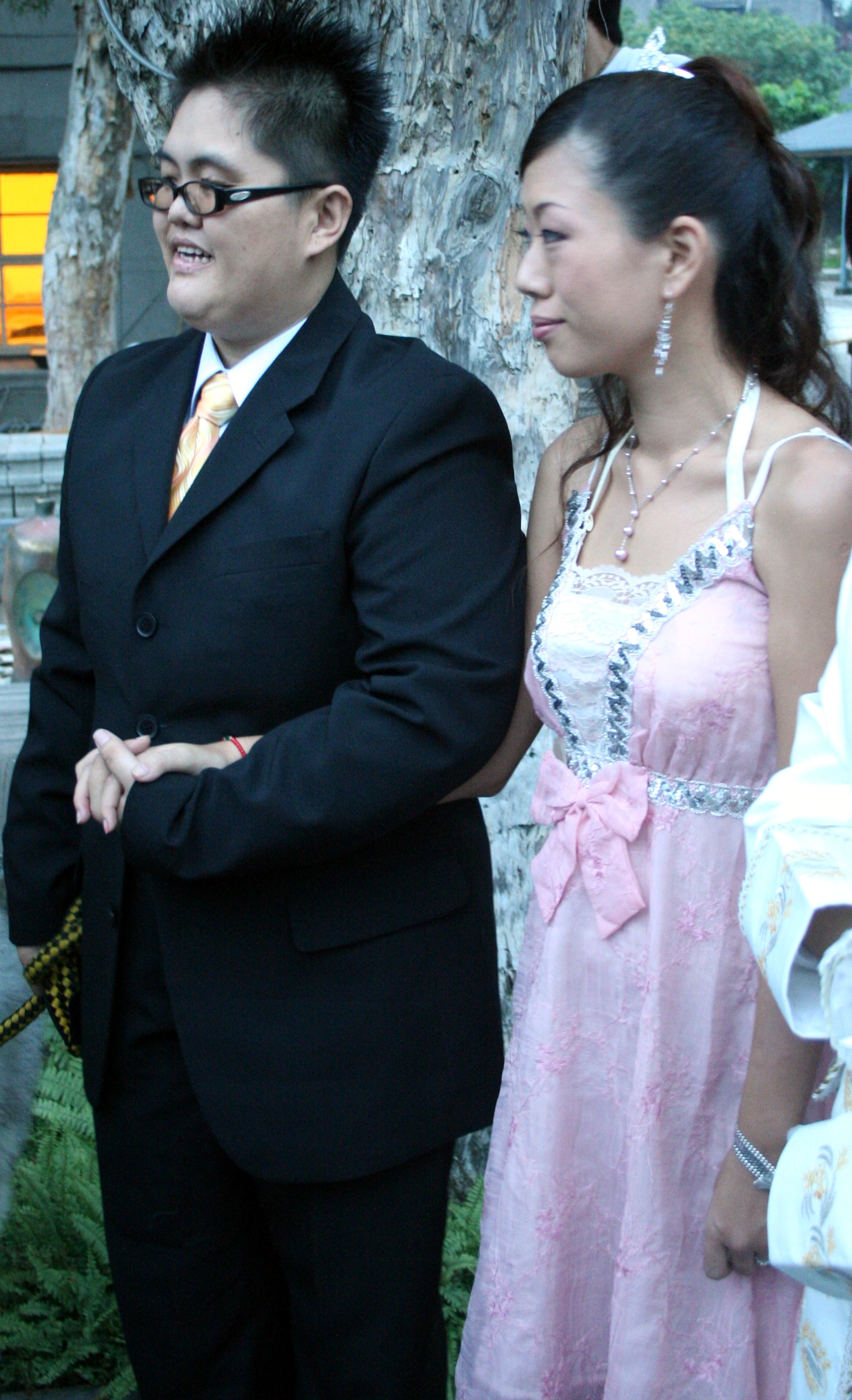
Một trong bốn cặp vợ chồng mới cưới tại một đám cưới công khai tại Taiwan Pride 2006

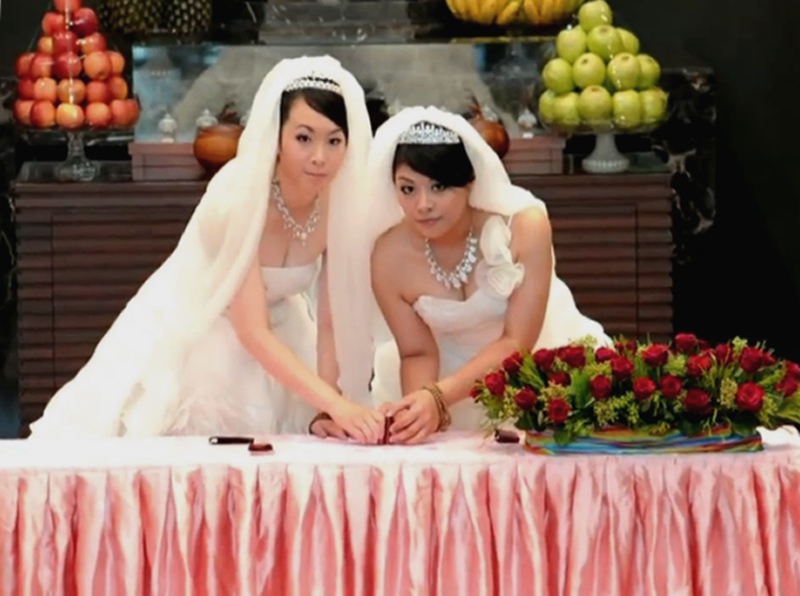
Hôn nhân cùng giới Phật giáo tại Đài Loan, 2012

Năm 2003, Hành chính viện Trung Hoa Dân Quốc đã đề xuất luật cấp kết hôn cho các cặp cùng giới theo Luật cơ bản về quyền con người; nhưng dự luật đã bị từ chối và không được thông qua luật vì sự phản đối của các nhà lập pháp năm 2006.
Chủ tịch Mã Anh Cửu, Chủ tịch chính phủ Trung Quốc Quốc dân Đảng, trước đây tuyên bố ông tôn trọng quyền LGBT nhưng cho biết cần có sự hỗ trợ của công chúng trước khi Chính phủ có thể phê duyệt luật hôn nhân cùng giới.
Vào tháng 8 năm 2012, hai người phụ nữ đã tham gia vào những gì giới truyền thông gọi là lễ kết hôn cùng giới đầu tiên của Đài Loan.
Vụ Pháp chế của Bộ Tư pháp đã tiến hành một nghiên cứu về sự công nhận pháp lý của các cặp cùng giới ở Canada, Đức và Pháp vào năm 2012, nhưng sau áp lực từ các nhà phê bình, đã tiến hành một nghiên cứu tiếp theo vào năm 2013 về tình trạng quan hệ cùng giới ở châu Á các nước để so sánh.
Su Tseng-chang, Chủ tịch Đảng Dân chủ Tiến bộ (DPP), đã bày tỏ sự ủng hộ đối với hôn nhân cùng giới. Mặc dù có một số sự chia rẽ trong đảng về vấn đề này, ứng cử viên tổng thống chiến thắng của DPP cho cuộc bầu cử tháng 1 năm 2016, Thái Anh Văn, đã tuyên bố ủng hộ hôn nhân cùng giới vào tháng 11 năm 2015.

#### Quyết định tư pháp (2012)
Vào tháng 3 năm 2012, một cặp đôi đồng tính, Trần Kính Học  (tiếng Trung: 陳敬學; tiếng Anh: Ching-Hsueh Chen) và Cao Trị Vĩ (tiếng Trung: 高治瑋; tiếng Anh: Chih-Wei Kao), nộp đơn lên Tòa án hành chính cấp cao Đài Bắc để hôn nhân của họ được công nhận. Phiên điều trần đầu tiên diễn ra vào ngày 10 tháng 4 năm 2012. Cặp đôi được mẹ của họ tháp tùng và nhận được lời chúc phúc cá nhân từ các thẩm phán vì tình yêu của họ, mặc dù các thẩm phán nói rằng sẽ không có bất kỳ hậu quả nào trong phán quyết cuối cùng của họ. Phiên điều trần tiếp theo được thiết lập sẽ diễn ra một tháng sau đó, và tòa án đã đưa ra một quyết định vào ngày 20 tháng 12. Thay vào đó, tòa án đã từ bỏ phán quyết, lựa chọn gửi vụ việc tới Hội đồng Thẩm phán trong Tư pháp viện Trung Hoa Dân Quốc để giải thích hiến pháp. Vụ án sau đó được hai vợ chồng tự nguyện rút lại do sự do dự của cơ quan tư pháp trong việc tiếp nhận vụ án.

#### Viện lập pháp khoá 8  (2012–16)
Vào ngày 25 tháng 10 năm 2013, một dự luật khởi xướng để sửa đổi Bộ luật Dân sự cho phép các cặp cùng giới đủ điều kiện kết hôn đã được giới thiệu bởi 23 nhà lập pháp từ DPP trong Lập pháp viện Trung Hoa Dân Quốc. Nó ngay lập tức được chuyển đến Ủy ban Tư pháp của Lập pháp để xem xét và có thể đọc lần đầu tiên.
Vào ngày 22 tháng 12 năm 2014, một đề xuất sửa đổi Bộ luật Dân sự đã hợp pháp hóa hôn nhân cùng giới là do Ủy ban Tư pháp xem xét. Nếu sửa đổi đã qua giai đoạn ủy ban thì nó đã được bỏ phiếu tại phiên họp toàn thể của Lập pháp viện Trung Hoa Dân Quốc năm 2015. Sửa đổi, được gọi là sửa đổi bình đẳng hôn nhân, sẽ đưa các điều khoản trung lập vào Bộ luật Dân sự thay thế điều đó ngụ ý hôn nhân dị tính, hợp pháp hóa hôn nhân cùng giới một cách hiệu quả. Nó cũng sẽ cho phép các cặp cùng giới nhận con nuôi. Yu Mei-nu, của Đảng Dân chủ Tiến bộ (DPP), bày tỏ sự ủng hộ cho việc sửa đổi cũng như hơn 20 nhà lập pháp DPP khác cũng như hai từ Liên minh Đoàn kết Đài Loan và một từng từ Kuomintang và Đảng First People. Đài Loan sẽ trở thành quốc gia đầu tiên ở châu Á hợp pháp hóa hôn nhân cùng giới nếu Bộ luật Dân sự được sửa đổi.
Vào ngày 28 tháng 6 năm 2015, một quan chức cấp cao của Bộ Tư pháp tuyên bố hôn nhân cùng giới sẽ vẫn là bất hợp pháp tại Đài Loan "cho đến bây giờ". Thứ trưởng Bộ Tư pháp Chen Ming-tang nói "... tại Đài Loan, vấn đề hợp pháp hóa hôn nhân cùng giới vẫn còn gây tranh cãi... vì vậy chúng ta không nên xem xét nó ngay bây giờ". Ông nói thêm rằng mặc dù Bộ Tư pháp phản đối các biện pháp hợp pháp hóa hôn nhân cùng giới hoàn toàn, nhưng nó sẽ hỗ trợ một cách tiếp cận dần dần, bao gồm bảo vệ tốt hơn cho các cặp cùng giới theo luật hiện hành, như quyền của họ đối với việc đối xử và đánh thuế y tế như nhau.
Tháng 1 năm 2016 Tổng tuyển cử Đài Loan đã dẫn đến đa số nghị viện cho Đảng Dân chủ Tiến bộ (DPP), đa số các nhà lập pháp tại Yuan ủng hộ hợp pháp hóa hôn nhân cùng giới.

#### Viện lập pháp khoá 9 (2016–nay)
Vào ngày 23 tháng 2 năm 2016, Ủy ban Đánh giá Trưng cầu dân ý đã từ chối một đề xuất được đưa ra bởi Faith và Hope League với lý do không đáp ứng yêu cầu. Đề xuất này đã sửa đổi Bộ luật Dân sự bằng cách nêu rõ rằng mối quan hệ vợ chồng, quan hệ vợ chồng và các nguyên tắc quan hệ của con người không thể được sửa đổi trừ khi công chúng đồng ý thông qua trưng cầu dân ý. Nếu nó được chấp thuận, việc hợp pháp hóa hôn nhân cùng giới sẽ chỉ có thể được thực hiện thông qua một cuộc trưng cầu dân ý. Ủy ban đã bỏ phiếu 10-1 chống lại đề xuất. Chủ tịch ủy ban, Wang Kao-cheng, cho biết họ đã bị từ chối vì hai lý do: một, rằng đề xuất không phải là luật, nguyên tắc lập pháp, chính sách quan trọng hoặc sửa đổi hiến pháp và do đó không đáp ứng yêu cầu của Đạo luật trưng cầu dân ý; và hai, đề xuất là về việc sửa đổi một số điều khoản của Bộ luật Dân sự, không đáp ứng yêu cầu luật pháp mà một cuộc trưng cầu dân ý nên là về một vấn đề duy nhất.
Vào tháng 7 năm 2016, một số nhà lập pháp Đài Loan tuyên bố rằng họ sẽ giới thiệu dự luật kết hôn cùng giới tại Quốc hội vào cuối năm 2016. Vào ngày 25 tháng 10 năm 2016, ít nhất một chục nhà lập pháp tuyên bố họ đã đệ trình sửa đổi mới Bộ luật Dân sự sẽ hợp pháp hóa hôn nhân cùng giới ở Đài Loan. Việc sửa đổi đề xuất chủ yếu được hỗ trợ bởi các nhà lập pháp Đảng Dân chủ Tiến bộ (DPP) (có đảng chiếm đa số trong Lập pháp viện Trung Hoa Dân Quốc) mặc dù cũng bởi một nhà lập pháp từ thiểu số Kuomintang, (KMT) được chia về vấn đề hôn nhân cùng giới. Một sửa đổi riêng hợp pháp hóa hôn nhân cùng giới cũng được công bố bởi bên thứ ba Đảng quyền lực mới. Yu Mei-nu của DPP, người soạn thảo dự luật, bày tỏ sự lạc quan, luật có thể được đưa ra sớm nhất là vào năm sau và hôn nhân cùng giới có thể là hợp pháp ở nước này vào cuối năm 2017. Vào ngày 29 tháng 10, Tổng thống Thái Anh Văn đã tái khẳng định sự ủng hộ của cô đối với hôn nhân cùng giới. Vào ngày 31 tháng 10 năm 2016, Tổng thư ký Hành chính viện Trung Hoa Dân Quốc (cơ quan hành pháp của Chính phủ), Chen Mei-ling, tuyên bố rằng Hành pháp ủng hộ hôn nhân cùng giới và Thủ tướng Lâm Toàn đã thúc giục Bộ Tư pháp hành động về vấn đề này. Hai dự thảo sửa đổi Bộ luật Dân sự của Đài Loan sẽ hợp pháp hóa hôn nhân cùng giới và nhận con nuôi cùng giới đã thông qua bài đọc đầu tiên của họ trong Lập pháp vào ngày 8 tháng 11 năm 2016. Cả hai dự luật đã được chuyển ngay đến Ủy ban Pháp luật và Luật pháp hữu cơ để thảo luận.
Ủy ban đã thảo luận về các đề xuất vào ngày 17 tháng 11 năm 2016 và được chia mạnh. Đại diện Kuomintang (Quốc dân Đảng) và Đảng Nhân dân đầu tiên các hóa đơn sẽ được xem xét và ngay lập tức được tiến hành. Sau một số vụ ẩu đả vật lý giữa các nghị sĩ, ủy ban cuối cùng đã đồng ý tổ chức hai phiên điều trần công khai về vấn đề này trong hai tuần sau đó; một phiên điều trần do đại diện Quốc Dân Đảng chủ trì và một phiên điều trần khác do đại diện DPP chủ trì. Hàng ngàn người phản đối và ủng hộ hôn nhân cùng giới đã biểu tình bên ngoài Quốc hội trên đường phố Đài Bắc trong khi ủy ban đang họp..
Đầu tháng 12 năm 2016, "hàng chục ngàn" đối thủ của hôn nhân cùng giới đã thể hiện ở các thành phố Đài Bắc, Đài Trung và Cao Hùng. Chưa đầy một tuần sau, gần 250.000 người ủng hộ hôn nhân cùng giới đã tập trung trước Văn phòng Tổng thống tại Đài Bắc, kêu gọi Chính phủ hợp pháp hóa hôn nhân cùng giới ngay lập tức.
Vào ngày 26 tháng 12 năm 2016, Ủy ban Pháp luật và Luật pháp hữu cơ và tư pháp của cơ quan lập pháp đã hoàn thành và thông qua việc kiểm tra các dự luật hôn nhân cùng giới. Bây giờ họ phải vượt qua bài đọc thứ hai và thứ ba trước khi trở thành luật. Vào tháng 10 năm 2017, Thủ tướng Đài Loan Lại Thanh Đức nói rằng Chính phủ "không từ bỏ nỗ lực trình bày một đề xuất trước cuối năm để hợp pháp hóa hôn nhân cùng giới ". Cuối cùng, các dự luật bị đình trệ và không được bỏ phiếu.

#### Phán quyết của tòa án hiến pháp (2017)

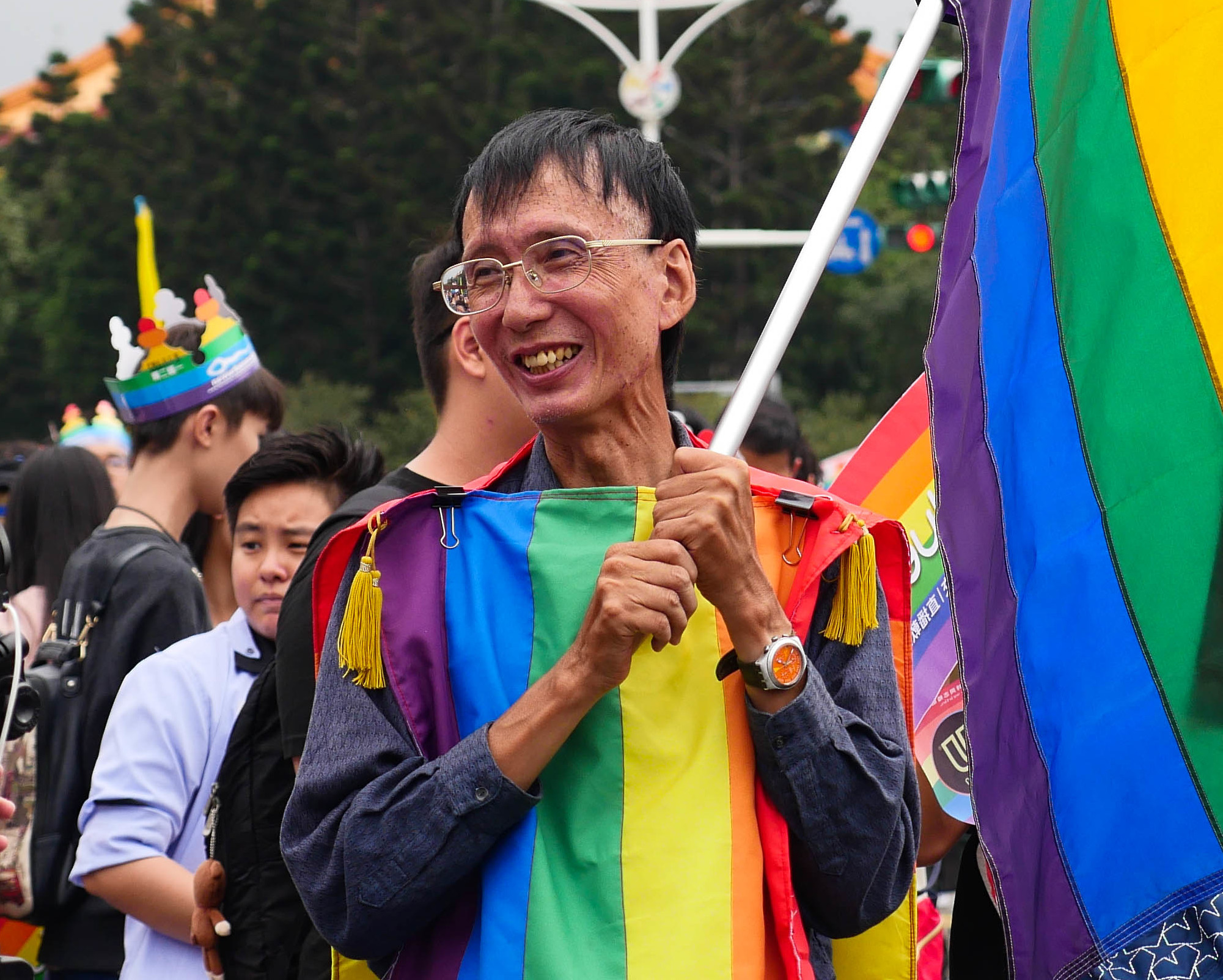
Sau phán quyết của Tòa án Hiến pháp, nhà hoạt động quyền LGBT lâu năm Kì Gia Uy nói rằng ông "nhảy lên với niềm vui như một con chim".

Vào tháng 3 năm 2017, hội thảo đầy đủ của Tòa án Hiến pháp đã nghe một vụ án do nhà hoạt động vì quyền đồng tính Kì Gia Uy đưa ra (đã cố gắng đăng ký kết hôn với bạn đời năm 2013) và Sở Nội vụ Chính quyền thành phố Đài Bắc. Thành phố Đài Bắc, một đô thị đặc biệt, ban đầu đã đưa ra câu hỏi về tính hợp hiến cho Tòa án để giải quyết vào tháng 7 năm 2015. Cả hai đều yêu cầu giải thích hiến pháp về vấn đề này và yêu cầu tòa án tập trung vào việc Bộ luật Dân sự của Đài Loan có nên cho phép kết hôn cùng giới hay không và liệu có vi phạm các điều khoản theo Hiến pháp Trung Hoa Dân Quốc hay không bình đẳng và tự do kết hôn.
Tòa án đã đưa ra phán quyết vào ngày 24 tháng 5 năm 2017, cho rằng lệnh cấm luật định đối với hôn nhân cùng giới trong Bộ luật Dân sự của Đài Loan là "vi phạm quyền tự do kết hôn của mọi người như được bảo vệ bởi Điều 22 và quyền của người dân. bình đẳng như được bảo đảm bởi Điều 7 của Hiến pháp." Tòa án yêu cầu Lập pháp viện Trung Hoa Dân Quốc sửa đổi luật hiện hành hoặc tạo ra luật mới để tuân thủ quyết định của tòa án, và đưa ra hai năm kể từ ngày phán quyết để làm như vậy. Thông cáo báo chí chính thức kèm theo từ tòa án tuyên bố rằng nếu Cơ quan lập pháp không sửa đổi luật trong khung thời gian hai năm, thì "hai người cùng giới... có thể nộp đơn đăng ký kết hôn [và] sẽ được chấp nhận tình trạng của một cặp vợ chồng được công nhận hợp pháp, và sau đó được hưởng các quyền và chịu các nghĩa vụ phát sinh đối với các cặp vợ chồng".
Do phán quyết, Lập pháp viện Trung Hoa Dân Quốc có thể đơn giản sửa đổi luật hôn nhân hiện tại để bao gồm các cặp cùng giới, do đó trao cho họ các quyền tương tự được hưởng bởi các cặp vợ chồng khác giới, hoặc có thể chọn thông qua mới pháp luật công nhận hôn nhân cùng giới hoặc quan hệ đối tác dân sự nhưng cho biết các cặp vợ chồng chỉ nói một số quyền được quy cho hôn nhân.

#### Phản ứng với phán quyết (2017-18)
Đáp lại phán quyết, người phát ngôn của Nội các Hsu Kuo-yung cho biết Hành chính viện Trung Hoa Dân Quốc sẽ soạn thảo một đề xuất sửa đổi luật cho Lập pháp viện Trung Hoa Dân Quốc để xem xét, mặc dù chưa quyết định có sửa đổi Bộ luật Dân sự hay không để bao gồm các cặp cùng giới trong định nghĩa về hôn nhân hoặc tạo ra một luật riêng biệt và riêng biệt nhằm giải quyết các cuộc hôn nhân cùng giới. Ngoài ra, Văn phòng Tổng thống Tổng thư ký Joseph Wu đã phản ứng thuận lợi với phán quyết và nói rằng nó ràng buộc đối với tất cả các công dân Đài Loan và tất cả các cấp chính quyền.
Đến tháng 6 năm 2017, Hành chính viện đã yêu cầu các cơ quan chính phủ nới lỏng các hạn chế đối với các cặp cùng giới, để cho phép họ có quyền đối với các cặp vợ chồng, như ký giấy chấp thuận y tế, xin nghỉ phép chăm sóc gia đình và thăm hỏi đối tác bị cầm tù. Tổng thư ký điều hành, Trần Mỹ Linh, tuyên bố rằng Nội các đã không quyết định làm thế nào để hợp pháp hóa hôn nhân cùng giới - bằng cách sửa đổi Bộ luật Dân sự, bằng cách thiết lập một phần đặc biệt của Bộ luật Dân sự hoặc bằng cách tạo ra một luật đặc biệt. Kể từ đó, Chính phủ đã trì hoãn việc xem xét luật hôn nhân cùng giới trong Lập pháp, dẫn đến việc thi hành phán quyết của tòa án bị đẩy lùi.
Đáp lại phán quyết, 22 thành viên của Hội đồng quận Vân Lâm (có 43 thành viên) đã đệ trình một bản kiến nghị luận tội Hứa Tông Lực, Chủ tịch của Yuan Yuan, và các thẩm phán khác đã cai trị ủng hộ hôn nhân cùng giới. Phó diễn giả, người đã ký vào đề nghị, tuyên bố rằng "hôn nhân giữa các cặp cùng giới sẽ có tác động rất lớn đến xã hội và trật tự xã hội" và phán quyết này đã gây ra "sự thất vọng và lo lắng".
Vào tháng 12 năm 2017, Tòa án Hành chính Đài Bắc phán quyết rằng các cặp cùng giới không thể kết hôn cho đến khi Bộ luật Dân sự được sửa đổi hoặc cho đến ngày 24 tháng 5 năm 2019, khi phán quyết của Tòa án Hiến pháp sẽ có hiệu lực.
Vào tháng 1 năm 2018, những người phản đối hôn nhân cùng giới đã đệ đơn kháng cáo lên Tòa án hành chính tối cao, tìm cách hủy bỏ quyết định tháng 5 năm 2017. Kháng cáo nhanh chóng bị Tòa án bác bỏ. Họ đã nộp đơn kháng cáo lần thứ hai vào tháng Hai.

##### Trưng cầu dân ý tháng 11 năm 2018

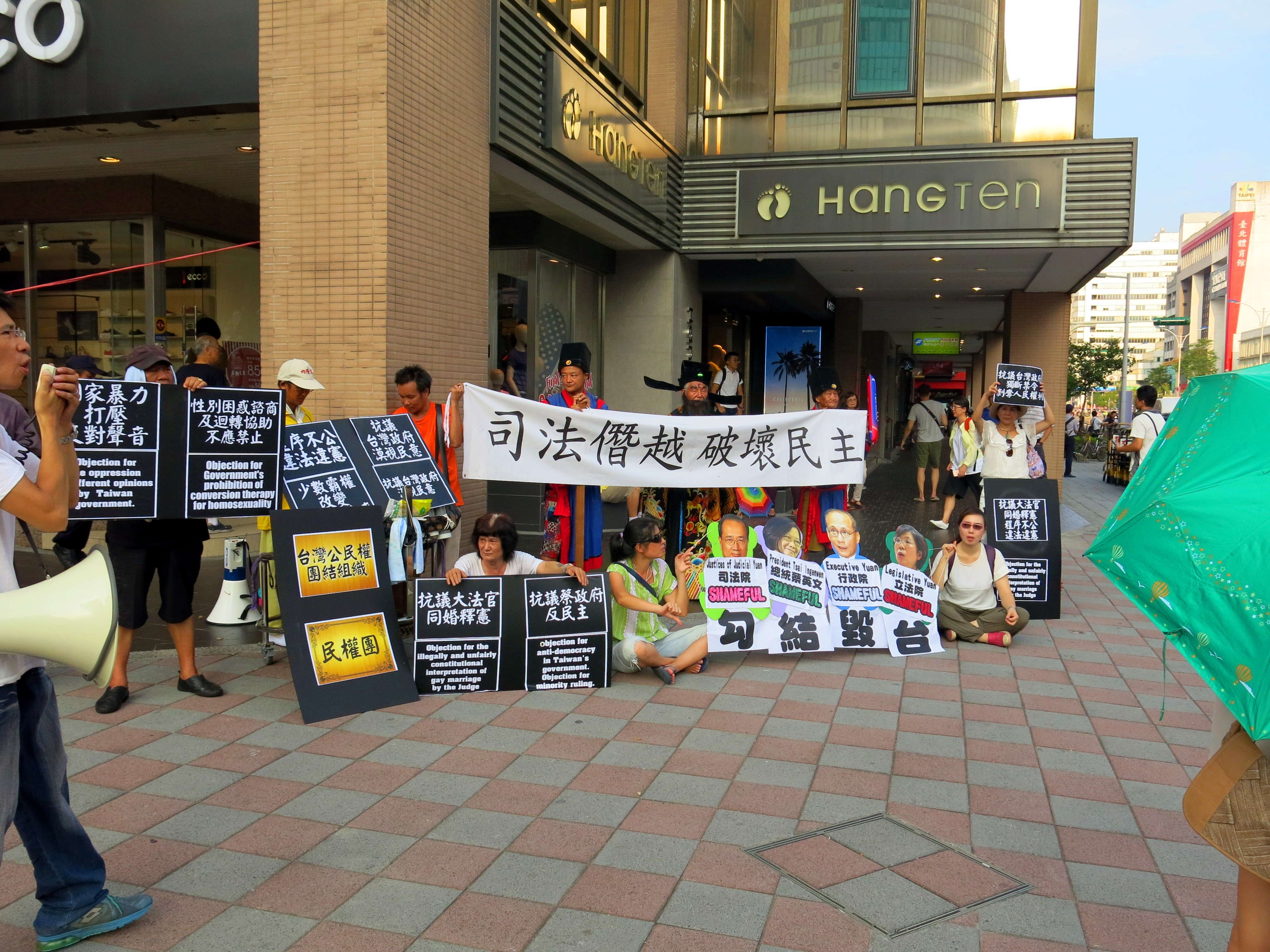
Những người phản đối chiến dịch kết hôn cùng giới ở Đài Bắc năm 2017

Vào tháng 2 năm 2018, một nhóm phản đối hôn nhân cùng giới, Hạnh phúc của thế hệ tiếp theo, đã đề xuất tổ chức một cuộc trưng cầu dân ý về vấn đề hôn nhân cùng giới, đòi hỏi phải thu thập khoảng 280.000 chữ ký (1,5% số cử tri đủ điều kiện) cho sáng kiến này được trình bày trước cử tri. Tuy nhiên, trước tiên, nhóm phải thu thập 1.879 chữ ký hợp lệ. Điều này sau đó sẽ cho phép họ tiến hành thu thập 280.000 chữ ký. Đến tháng 4 năm 2018, nhóm đã thu thập được 3.100 chữ ký và Ủy ban bầu cử trung ương (CEC) đã xác nhận các chữ ký vào cuối tháng đó.
Nhóm muốn ba câu hỏi sau đây được trình bày cho cử tri Đài Loan:
- "Bạn có đồng ý với việc sử dụng các phương tiện khác ngoài các quy định kết hôn trong Bộ luật Dân sự để bảo vệ quyền của hai người cùng giới để cùng nhau xây dựng cuộc sống lâu dài không?"
- "Bạn có đồng ý rằng các quy định về hôn nhân trong Bộ luật Dân sự nên định nghĩa hôn nhân là giữa nam và nữ?"
- "Bạn có đồng ý rằng trong giai đoạn tiểu học và trung học cơ sở, Bộ Giáo dục và các trường không nên thực hiện giáo dục cùng giới như được quy định trong các quy tắc thực thi của Đạo luật Giáo dục Bình đẳng giới?"

Nhà hoạt động LGBT Kì Gia Uy đã mô tả đề xuất trưng cầu dân ý là "rõ ràng là vi phạm Hiến pháp".
Vào cuối tháng 8 năm 2018, Hạnh phúc của Liên minh Thế hệ tiếp theo tuyên bố đã thu thập được 678.000 chữ ký, sau đó được CEC xem xét và phê duyệt. Vào tháng 9, một nhóm ủng hộ hôn nhân cùng giới tuyên bố họ đã thu thập được hơn 600.000 chữ ký để gửi câu hỏi của mình tới cuộc trưng cầu dân ý, sau đây:
- "Bạn có đồng ý rằng các quy định kết hôn của Bộ luật Dân sự nên được sử dụng để đảm bảo quyền của các cặp cùng giới kết hôn?"
- "Bạn có đồng ý rằng giáo dục công bằng giới như được định nghĩa trong 'Đạo luật giáo dục bình đẳng giới' nên được dạy ở tất cả các giai đoạn của chương trình giáo dục quốc gia và giáo dục đó nên bao gồm các khóa học về giáo dục cảm xúc, giáo dục giới tính và giáo dục đồng tính nam và đồng tính nữ?"

Các đề xuất trưng cầu dân ý cũng đã được CEC phê duyệt và một cuộc bỏ phiếu công khai được tổ chức vào ngày 24 tháng 11 năm 2018. Vào ngày 24 tháng 11, các cử tri Đài Loan đã phê chuẩn ba sáng kiến do Liên minh vì Hạnh phúc của Thế hệ tiếp theo đưa ra và từ chối hai sáng kiến ủng hộ LGBT, bởi lợi nhuận rộng. Một tuần trước khi bỏ phiếu, Chính phủ tuyên bố rằng phán quyết của Tòa án Hiến pháp vẫn sẽ có hiệu lực vào tháng 5 năm 2019, bất kể kết quả trưng cầu dân ý. Vào ngày 25 tháng 11 năm 2018, phát ngôn viên của Executive Yuan, Kolas Yotaka, tuyên bố rằng một dự thảo luật đặc biệt để điều chỉnh các cuộc hôn nhân cùng giới sẽ được đệ trình lên Yuan Yuan trong vòng ba tháng. Vào ngày 29 tháng 11, Tổng thư ký Tư pháp Yuan tuyên bố rằng kết quả trưng cầu dân ý không thể ghi đè lên phán quyết năm 2017. Ngày hôm sau, Thủ tướng xác nhận rằng Chính phủ sẽ chuẩn bị một luật đặc biệt về vấn đề này. Vào ngày 5 tháng 12, Bộ trưởng Bộ Tư pháp, Tsai Ching-hsiang, nói rằng một dự luật sẽ được đưa ra trước ngày 1 tháng 3 năm 2019.

##### Đạo luật thi hành án tư pháp nhân dân tệ số 748
Vào ngày 20 tháng 2 năm 2019, Hành chính viện Trung Hoa Dân Quốc đã xuất bản một dự thảo luật, với tựa đề Đạo luật thực thi của phiên dịch nhân dân tư pháp số 748 (tiếng Trung: 司法院釋字第748號解釋施行法), cho phép hai người cùng giới tạo ra một "liên minh vĩnh viễn có tính chất thân mật và độc quyền cho mục đích cam kết cùng nhau quản lý cuộc sống để nhận ra sự bảo vệ bình đẳng của tự do hôn nhân". Nó bao gồm các chủ đề như quyền thừa kế, quyền y tế và nhận con nuôi của đối tác của họ. Dự thảo luật cũng đặt ra các hình phạt cho ngoại tình và vụ án lớn, tương tự như các cuộc hôn nhân khác giới. Dự luật không sửa đổi luật hôn nhân hiện hành trong Bộ luật Dân sự, mà là tạo ra một luật riêng. Dự luật đã được chấp hành bởi Hành chính viện Trung Hoa Dân Quốc vào ngày 21 tháng 2 năm 2019 và sau đó được gửi đến Lập pháp viện Trung Hoa Dân Quốc để thông qua, trước khi có hiệu lực vào ngày 24 tháng 5. Nó đã được các nhóm LGBT đón nhận, nhưng bị tố cáo bởi các tổ chức bảo thủ. Thì Dại Lực Lượng (tiếng Anh: New Power Party viết tắt NPP) Nhà lập pháp Lâm Sưởng Tá (Freddy Lim) đã trình bày dự luật của mình để hợp pháp hóa hôn nhân cùng giới vào ngày 21 tháng 2.
Bộ Tư pháp đã tuyên bố rằng dự thảo dự thảo sẽ phải sửa đổi thêm, bao gồm cả các vấn đề như hôn nhân xuyên quốc gia (mà nó chưa giải quyết) và hỗ trợ sinh sản. Một sự khác biệt khác giữa hôn nhân cùng giới và khác giới sẽ là độ tuổi bắt buộc tối thiểu. Hiện tại, phụ nữ có thể kết hôn ở tuổi 16 và nam giới ở tuổi 18. Theo dự luật, các cặp cùng giới có thể kết hôn từ năm 18 tuổi, nhưng sẽ cần có sự đồng ý của cha mẹ nếu dưới 20 tuổi.
Vào ngày 5 tháng 3, dự luật đã được chuyển sang lần đọc thứ hai, trong cuộc bỏ phiếu 59-24.
Vào ngày 14 tháng 3, Cơ quan lập pháp của Đài Loan đã bỏ phiếu để gửi một dự thảo luật sẽ giới hạn việc sử dụng các từ "kết hôn" và "vợ/chồng" cho các cặp vợ chồng dị tính đến lần đọc thứ hai, trong đó dự luật sẽ được xem xét cùng với  Đạo luật thi hành án Giải thích Yuan số 748  hóa đơn. Dự luật có tên "Đạo luật trưng cầu dân ý số 12" và được đề xuất bởi nhà lập pháp Trung Quốc Quốc dân Đảng Lại Sĩ Bảo. Dự luật ban đầu được soạn thảo bởi các nhà vận động chống LGBTI và cung cấp các quyền rất hạn chế. Nó sẽ cho phép hai người lớn cùng giới tính đăng ký như một gia đình. Nó cũng giới hạn số tiền mà một đối tác có thể thừa kế từ người khác. Đảng quyền lực mới đã cố gắng chặn dự luật bằng cách đề xuất gửi lại cho Ủy ban thủ tục nhưng không đảm bảo đủ số phiếu. Các gia đình LGBT và các nhóm quyền ở Đài Loan đã biểu tình bên ngoài Lập pháp viện Trung Hoa Dân Quốc và kêu gọi các nhà lập pháp của đảng đối lập rút lại cái mà họ gọi là dự luật kỳ thị đồng tính từ cơ quan lập pháp.

## Dư luận
Một cuộc thăm dò ý kiến của 6.439 người trưởng thành Đài Loan được phát hành vào tháng 4 năm 2006 bởi Hiệp hội phụ nữ quốc gia Đài Loan/Liên minh cải cách hiến pháp cho thấy 75% tin rằng quan hệ đồng tính là chấp nhận được, trong khi 25% cho rằng họ không thể chấp nhận được.
Một cuộc thăm dò được công bố vào tháng 8 năm 2013 cho thấy 53% người Đài Loan ủng hộ hôn nhân cùng giới, với 37% phản đối. Trong số những người ở độ tuổi từ 20 đến 29, tỷ lệ hỗ trợ là 78%. Nguồn gốc của sự phản đối là ở Cộng đồng Kitô giáo Đài Loan - chỉ 25% Kitô hữu ủng hộ hôn nhân cùng giới. Một số mục sư Kitô giáo Đài Loan đã bày tỏ sự ủng hộ đối với cộng đồng LGBT. Một cuộc thăm dò tháng 11 năm 2013 với 1.377 người trưởng thành do kênh tin tức truyền hình cáp TVBS chỉ ra rằng 45% phản đối các công đoàn đồng tính trong khi 40% ủng hộ.
Một cuộc thăm dò ý kiến được công bố vào tháng 12 năm 2014 cho thấy 54% người dân Đài Loan sẽ ủng hộ việc hợp pháp hóa hôn nhân cùng giới, trong khi 44,6% không ủng hộ.
Khi một liên minh tôn giáo và bảo thủ phản đối hôn nhân cùng giới đã đưa ra một kiến nghị ủng hộ công chúng về vị trí của họ, một bài xã luận từ tiếng Anh China Post đã đặt câu hỏi về logic của các đối thủ lập luận và tán thành việc hợp pháp hóa hôn nhân cùng giới là "một bước tiến lớn trong cuộc đấu tranh vì sự bình đẳng phổ quát giống như chấm dứt phân biệt chủng tộc". Thời báo Đài Bắc cũng đặt câu hỏi về logic và lập luận của phe đối lập.
Một cuộc thăm dò dư luận trực tuyến, được thực hiện bởi Bộ Tư pháp từ tháng 8 đến tháng 10 năm 2015, cho thấy 71% dân số Đài Loan ủng hộ hôn nhân cùng giới.
Một cuộc thăm dò ý kiến được thực hiện vào tháng 11 năm 2016 bởi Trung Quốc Quốc dân Đảng cho thấy 52% dân số Đài Loan ủng hộ hôn nhân cùng giới, trong khi 43% phản đối. Một cuộc thăm dò khác được đưa ra trong cùng tháng đó đã tìm thấy những con số tương tự: 55% ủng hộ và 45% phản đối. Hỗ trợ cao nhất ở độ tuổi 20-29 (80%), nhưng giảm đáng kể theo tuổi.